# Олаварія (округ)
Округ Олаварія (ісп. Olavarría) — адміністративно-територіальна одиниця 2-ого рівня у провінції Буенос-Айрес в центральній Аргентині. Адміністративний центр округу — Олаварія (ісп. Olavarría).
Населення округу становить 111708 осіб (2010). Площа — 7715 кв. км.

## Історія
Округ заснований у 1878 році.

## Населення
У 2010 році населення становило 111708 осіб. З них чоловіків — 55288, жінок — 56420.

## Політика
Округ належить до 7-ого виборчого сектору провінції Буенос-Айрес.